# Spoorlijn Coutras - Tulle
De spoorlijn Coutras - Tulle is een Franse spoorlijn van Coutras naar Tulle. De lijn is 173,4 km lang en heeft als lijnnummer 621 000.

## Geschiedenis
De lijn werd in gedeeltes geopend door de Compagnie du chemin de fer de Paris à Orléans, van Coutras naar Périgueux op 20 juli 1857, van Périgueux naar Brive-la-Gaillarde op 17 juni 1860 en van Brive-la-Gaillarde naar Tulle op 20 augustus 1871.

## Treindiensten
De SNCF verzorgt het personenvervoer op dit traject met TER treinen.
| Serie | Treinsoort | Route                                                                           | Bijzonderheden |
| ----- | ---------- | ------------------------------------------------------------------------------- | -------------- |
| D 31  | TER (SNCF) | Limoges-Bénédictins – Périgueux – Libourne – Bordeaux-Saint-Jean                |                |
| L 27  | TER (SNCF) | Ussel – Tulle – Brive-la-Gaillarde                                              |                |
| L 31  | TER (SNCF) | Limoges-Bénédictins – Périgueux – Libourne – Bordeaux-Saint-Jean                |                |
| L 32  | TER (SNCF) | Ussel – Tulle – Brive-la-Gaillarde – Périgueux – Libourne – Bordeaux-Saint-Jean |                |
| L 34  | TER (SNCF) | Périgueux – Le Buisson – [ Sarlat ] / [ Agen ]                                  |                |
| F 27  | TER (SNCF) | Tulle – Brive-la-Gaillarde                                                      |                |
| F 32  | TER (SNCF) | Niversac – Périgueux – Mussidan                                                 |                |

## Aansluitingen
In de volgende plaatsen is of was er een aansluiting op de volgende spoorlijnen:
Coutras
RFN 570 000, spoorlijn tussen Paris-Austerlitz en Bordeaux-Saint-Jean
RFN 581 000, spoorlijn tussen Cavignac en Coutras
Mussidan
RFN 618 000, spoorlijn tussen Magnac-Touvre en Marmande
La Cave
RFN 620 000, spoorlijn tussen La Cave en Ribérac
aansluiting Limoges
RFN 621 306, raccordement militaire van Périgueux
Périgueux
RFN 611 000, spoorlijn tussen Limoges-Bénédictins en Périgueux
Niversac
RFN 631 000, spoorlijn tussen Niversac en Agen
Condat - Le Lardin
RFN 627 000, spoorlijn tussen Condat-Le Lardin en Sarlat
Terrasson
RFN 623 000, spoorlijn tussen Hautefort en Terrasson
Brive-la-Gaillarde
RFN 590 000, spoorlijn tussen Les Aubrais-Orléans en Montauban-Ville-Bourbon
RFN 613 000, spoorlijn tussen Nexon en Brive-la-Gaillarde
RFN 718 000, spoorlijn tussen Brive-la-Gaillarde en Toulouse-Matabiau via Capdenac
Tulle
RFN 716 000, spoorlijn tussen Tulle en Meymac

## Galerij

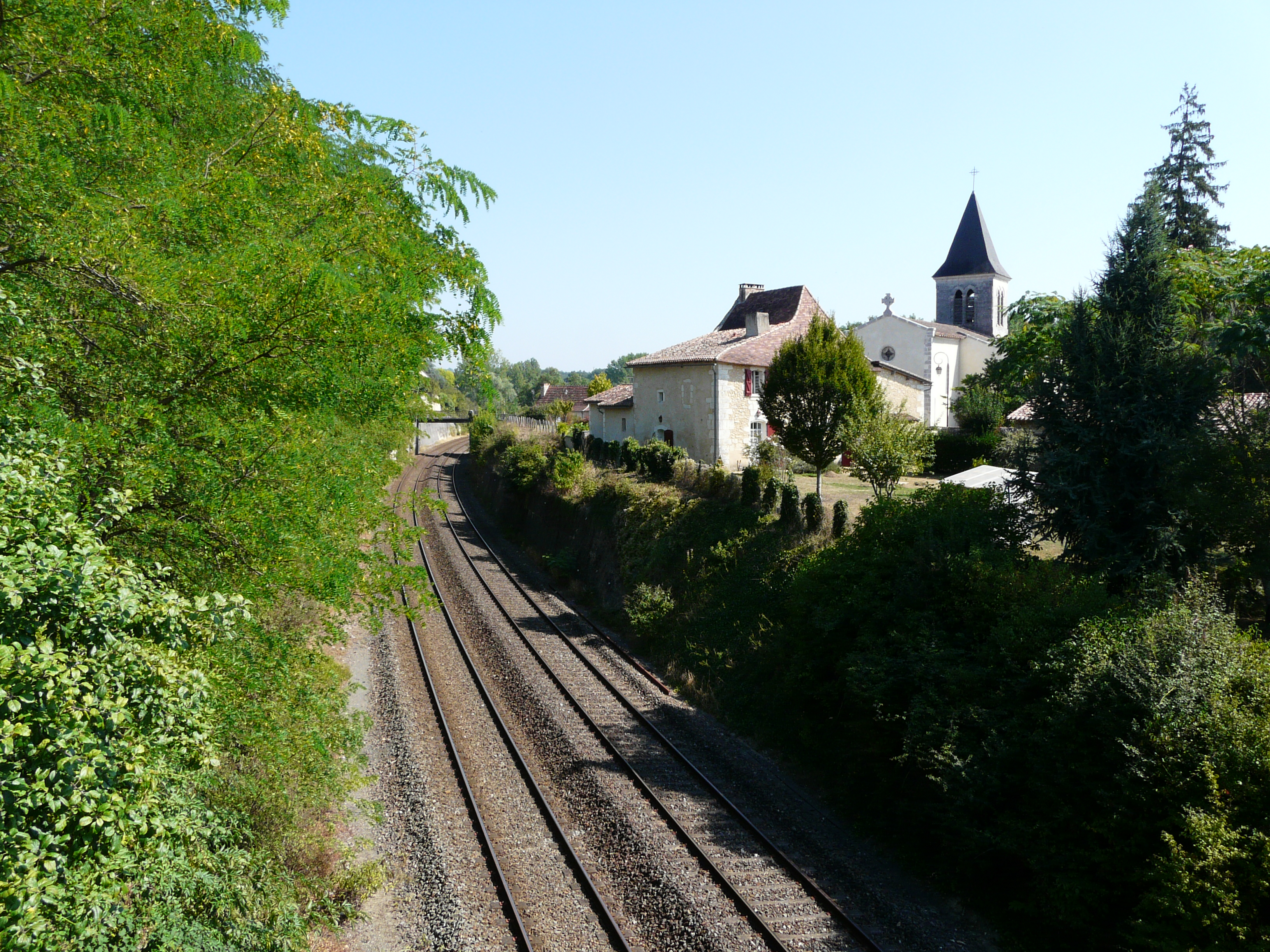
Dubbelspoor bij Saint-Front-de-Pradoux.
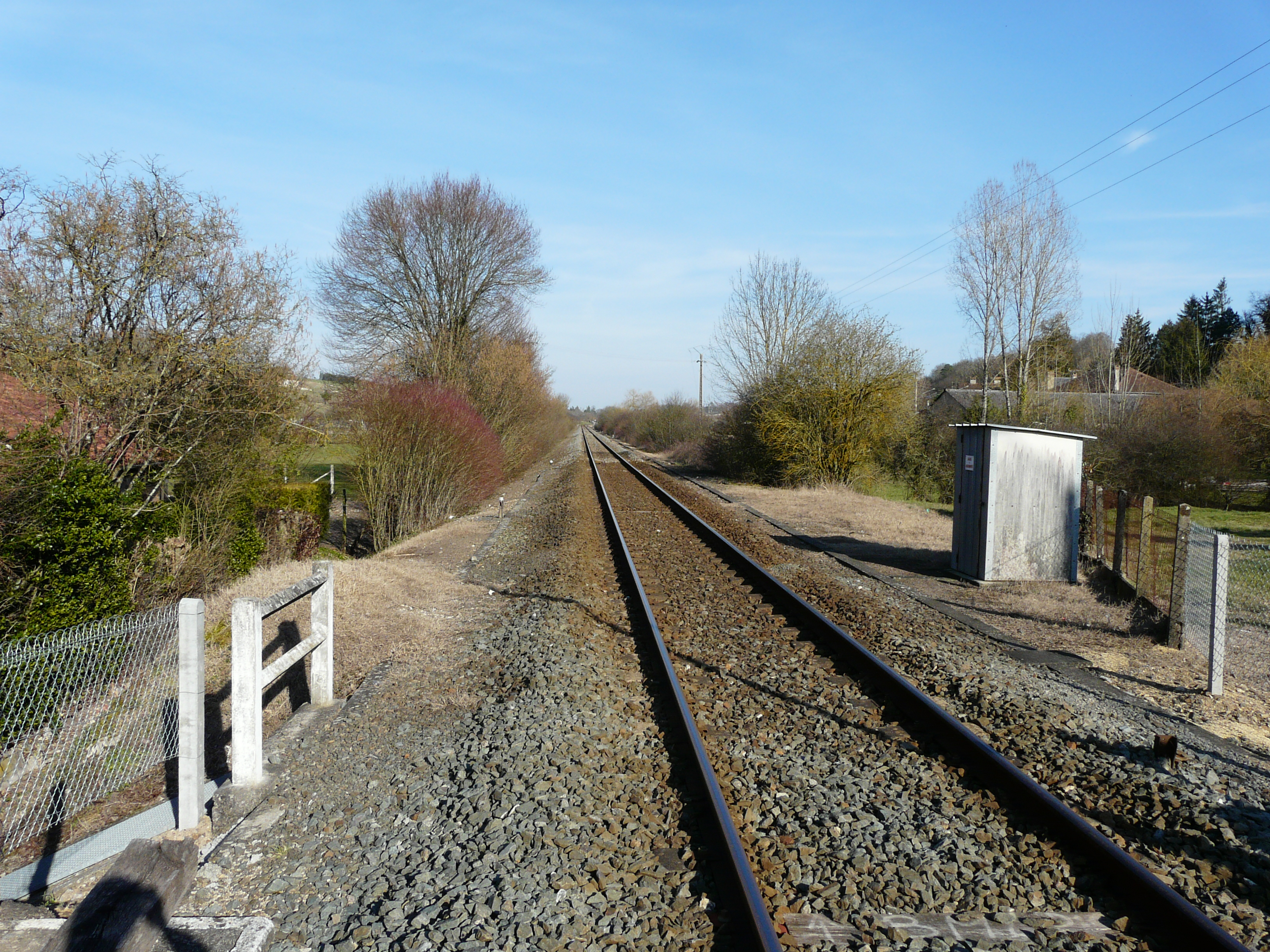
Enkelspoor bij Saint-Pierre-de-Chignac.
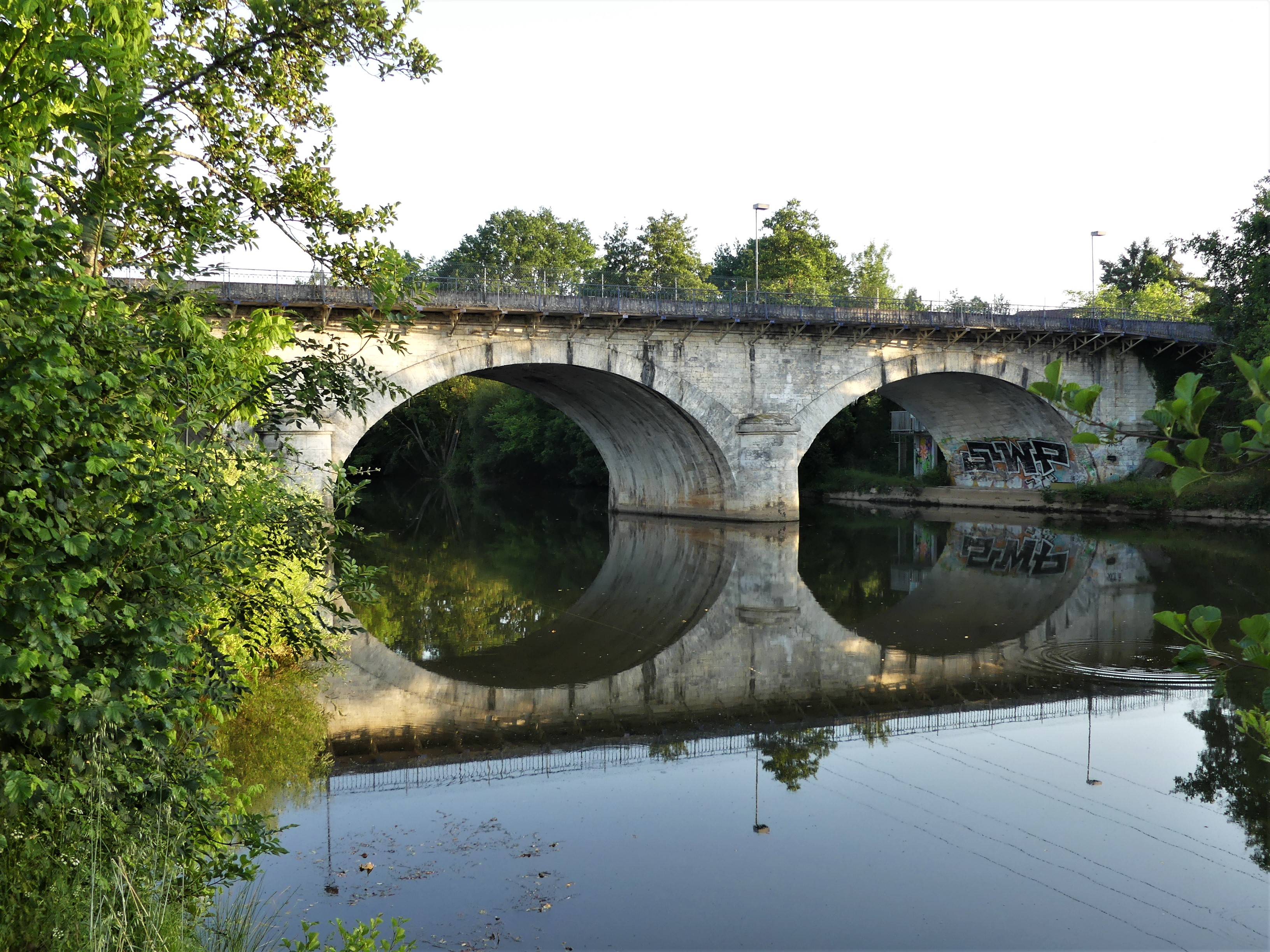
Viaduct over de Isle bij Périgueux.
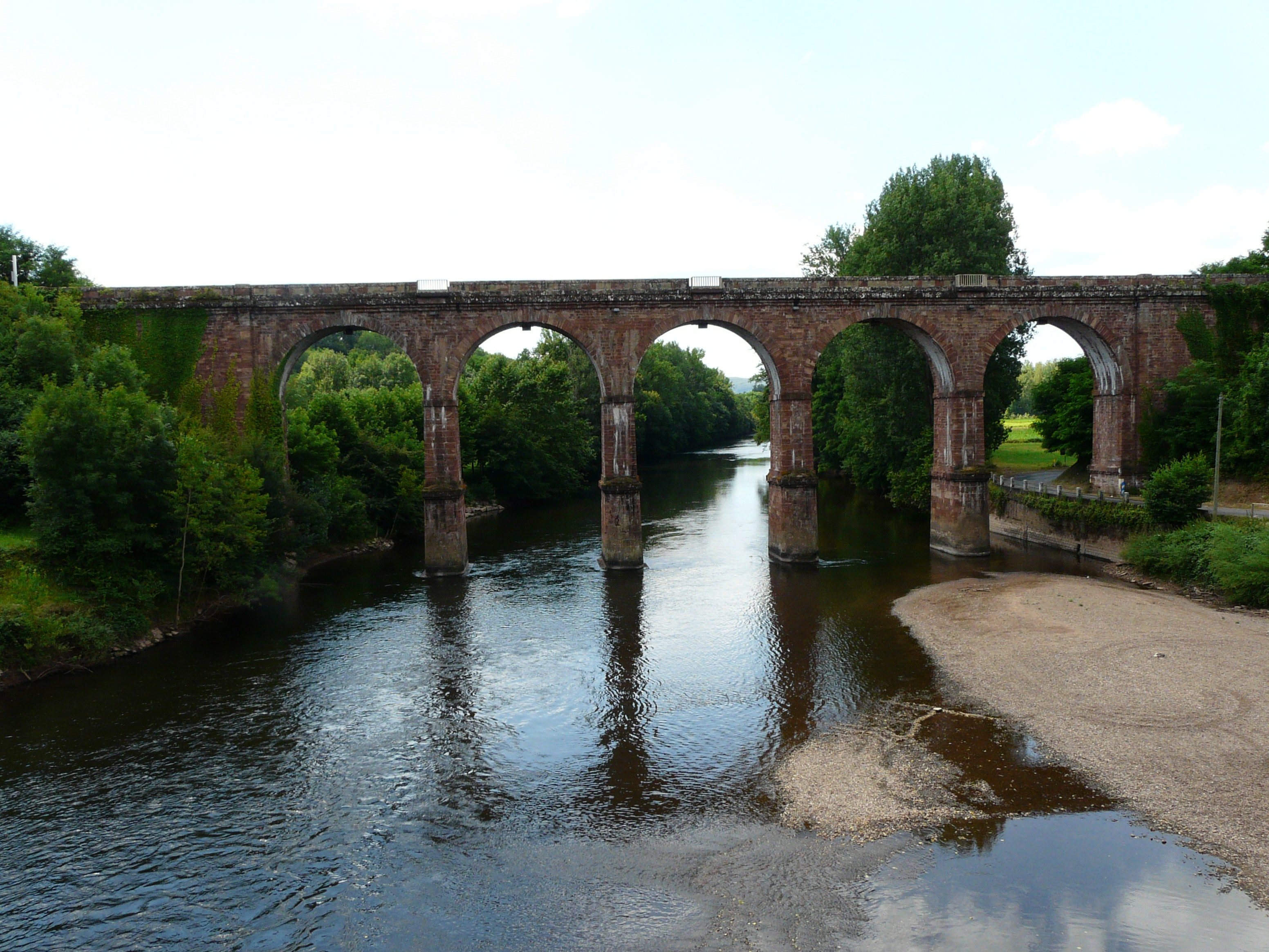
Viaduct over de Vézère bij Saint-Pantaléon.